# Бингер (Оклахома)
Бингер (енгл. Binger) град је у америчкој савезној држави Оклахома.

## Демографија
По попису из 2010. године број становника је 672, што је 36 (-5,1%) становника мање него 2000. године.
| Група             | 2000.       | 2010.       |
| Белци             | 486 (68,6%) | 485 (72,2%) |
| Афроамериканци    | 34 (4,8%)   | 24 (3,6%)   |
| Азијати           | 2 (0,3%)    | 0 (0,0%)    |
| Хиспаноамериканци | 50 (7,1%)   | 34 (5,1%)   |
| Укупно            | 708         | 672         |